# Owambo
Owambo (także: Ovambo, Ambo) – lud afrykański zamieszkujący tereny północnej Namibii i południowej Angoli, dzieli się na kilka plemion (m.in. Eunda, Ewale, Kuajama, Okafima, Ombalantu). Liczebność Owambo wynosi przeszło 800 tysięcy osób, z czego około 600 tysięcy mieszka w Namibii, a ponad 200 tysięcy – w Angoli. Posługują się kilkoma blisko spokrewnionymi językami z rodziny bantu, do najważniejszych należą języki ndonga, kwanyama i ngandjera. 
Struktura społeczna Owambo opiera się na rodach matrylinearnych. Do tradycyjnych zajęć zalicza się rolnictwo i chów bydła. 
W okresie kolonialnym wielu przedstawicieli ludu Owambo przymusowo przesiedlono do rezerwatu Owamboland, co doprowadziło do zbrojnych walk przeciw kolonizatorom (zob. SWAPO).